# Inter (TV-kanal)
Inter (ukrainska: Інтер) är en ukrainsk TV-kanal som ägs av Ukrainska oberoende TV-bolag. Inter har för närvarande det bästa nätverket och är den mest populära tv-kanal i Ukraina, tätt följt av kanalen 1+1. 
Inters programutbud är en allmän blandning som ska tilltala både unga och gamla, vilket inkluderar filmer, musik, drama, dokumentärfilmer, nyheter, sport, barnprogram och mycket mer. 
I början av september 2009 lyckades det den dåvarande premiärminister Julia Tymosjenkos anhängare, att för omkring sju miljarder kronor, skaffade kontroll över Inter. Därmed fick Tymosjenko bättre möjligheter att föra ut sitt budskap och vända den nedåtgående trenden i opinionssiffrorna inför presidentvalet 10 januari 2010.
I början av september 2016 tvingades Tv-kanalen, tillfälligt sända sina nyheter från gatan sedan dess studiobyggnad i Kiev sattes i brand av cirka 20 ukrainska nationalister, från den frivilliga Jungfru Maria bataljonen, klädda i kamouflagekläder, som beväpnade med brandbomber attackerade studion. Byggnaden omringades och barrikaderades under attacken som pågick under tre dagar. Tv-kanalen anses från nationalistisk håll för varande ryssvänlig. Dådet fördömdes av den europeiska säkerhets- och samarbetsorganisationen OSSE och USA. EU-kommissionen uppmanade Ukraina att tillsätta en oberoende utredning av händelsen.

## Inter +
Inter + (ukrainska: Інтер +) är en betal kanal som via satellit sänder det bästa av Inters program för ukrainare i Nordamerika och Europa. Kanalen startade sina sändningar i juni 2003 och finns för närvarande i USA på Dish Network, i Tyskland genom Kabel Deutschland och i övriga Europa genom Sirius 2 och ABS 1 satelliterna